# Tribüne (Architektur)

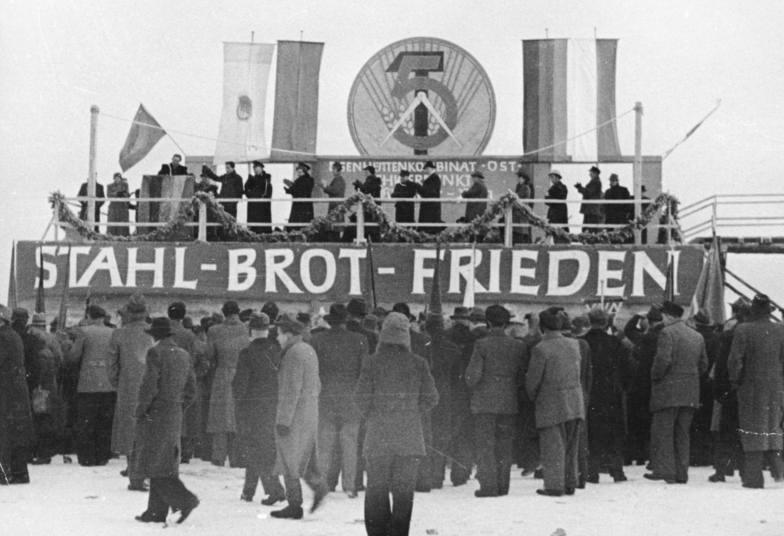
Tribüne für Redner und Funktionäre bei einer Grundsteinlegung in der DDR (1951)

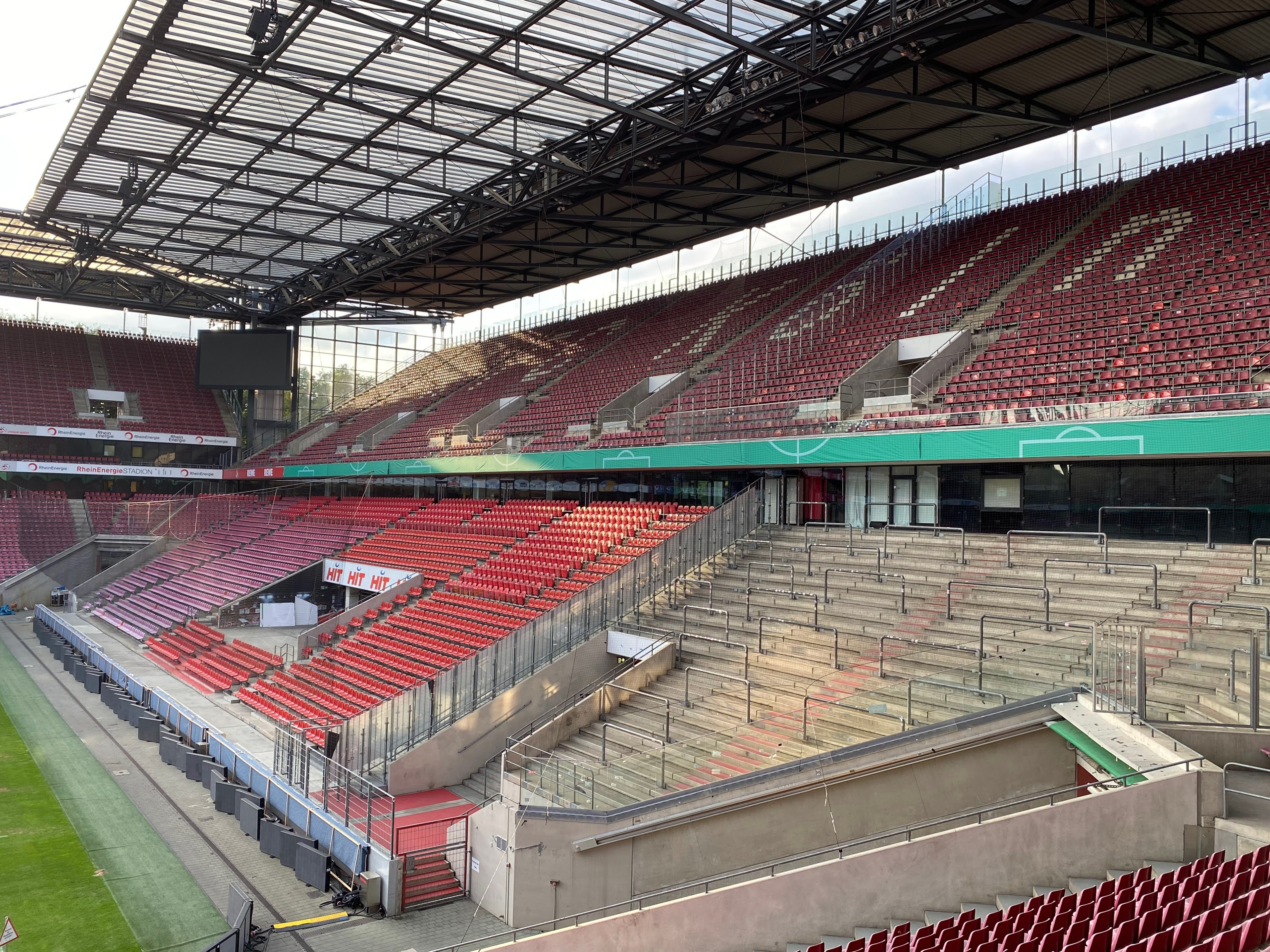
Gerade Tribüne einer modernen Fußballarena

Tribüne bezeichnet eine erhöhte Plattform ursprünglich für Redner an einem Versammlungsort oder eine meist treppenartig ansteigende zur Unterbringung von Zuschauern einer Veranstaltung in einem Stadion oder einer Halle.
Tribünen sind nicht nur in permanenten Gebäuden üblich. Heutige modulare Bauweisen, wie sie bei zahlreichen Veranstaltungen mittlerweile eingesetzt werden, bieten große Flexibilität in Form und Größe.

## Etymologie
Abstammend vom lateinischen tribunal (Hochsitz der Tribunen; (erhöhter) Feldherrensitz; Gerichtshof), gelangte das Wort Tribüne im 18. Jahrhundert über die italienische tribuna und französische tribune in den deutschen Sprachschatz. Tribune leiteten Versammlungen wie die cōntiō von einer erhöhten Rednerplattform aus, daher leitet sich die Bezeichnung Tribüne für eine erhöhte Plattform an einem Versammlungsplatz oder in einem Versammlungsraum ab.
Das Verb tribuere (dt. einteilen) enthält das Präfix tri- (lat. trēs (archaisch trīs) - drei), denn Rom wurde eingeteilt in die drei (Ur)stämme, die tribus der Ramnēs, Titiēs und Lūcerēs, mit je einem Vorsteher, dem tribūnus.

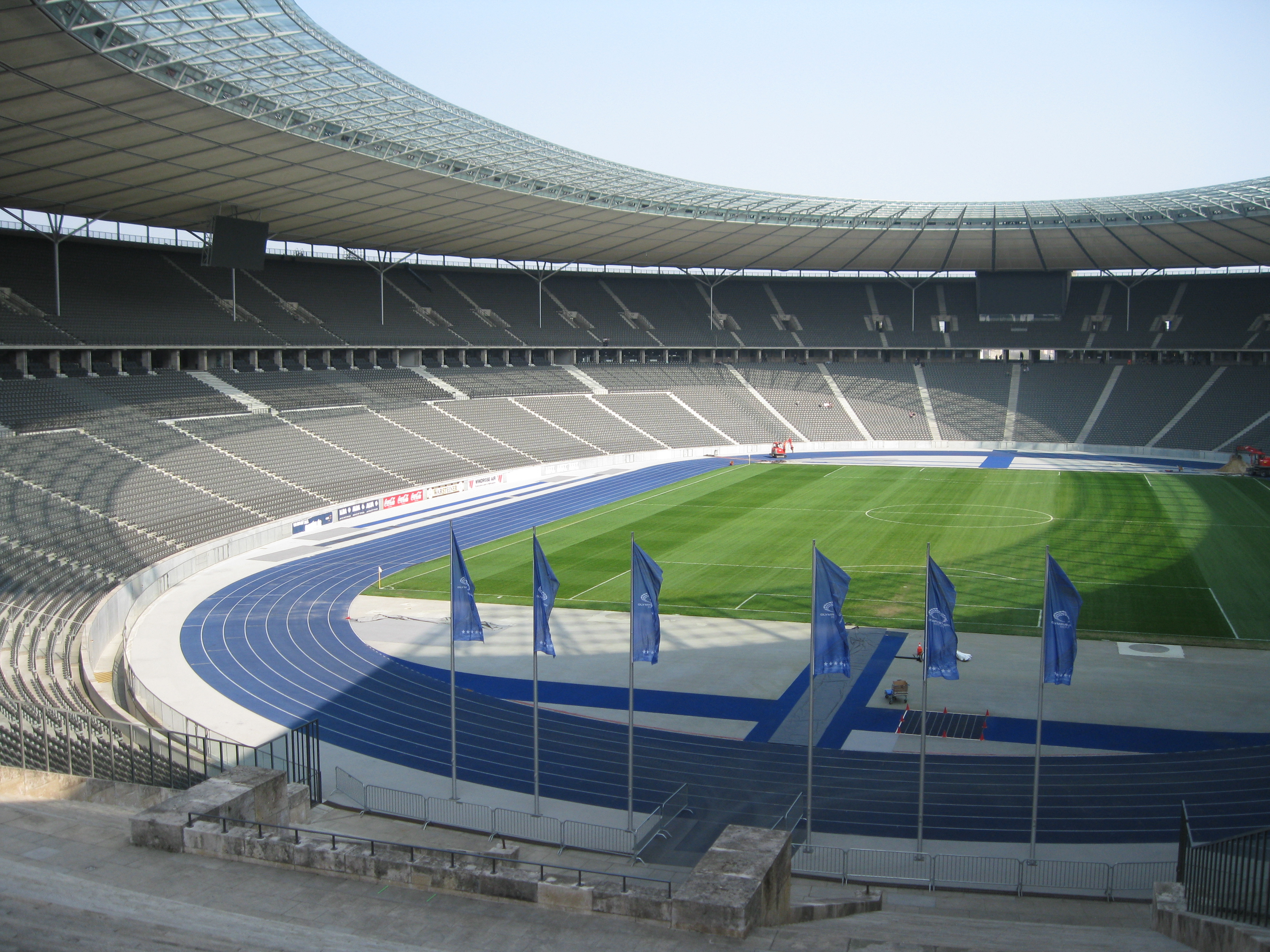
Ovale Tribünen eines modernen Leichtathletikstadions
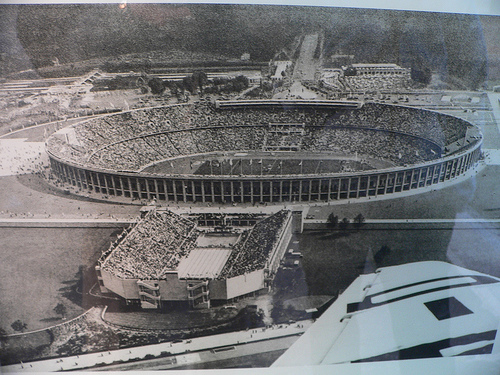
Rechteckige (Schwimmen) und ovale (Leichtathletik) Tribünen, Olympiastadion Berlin 1936
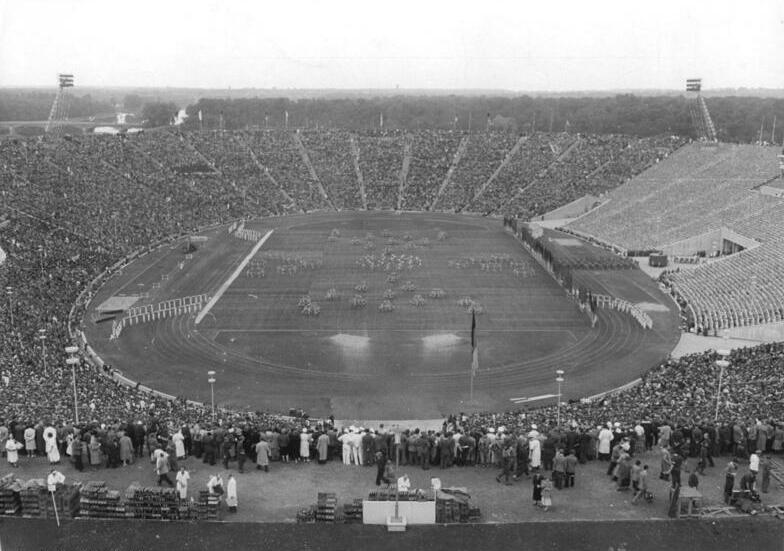
Klassische flache Ovaltribünen, Leipziger Zentralstadion 1956
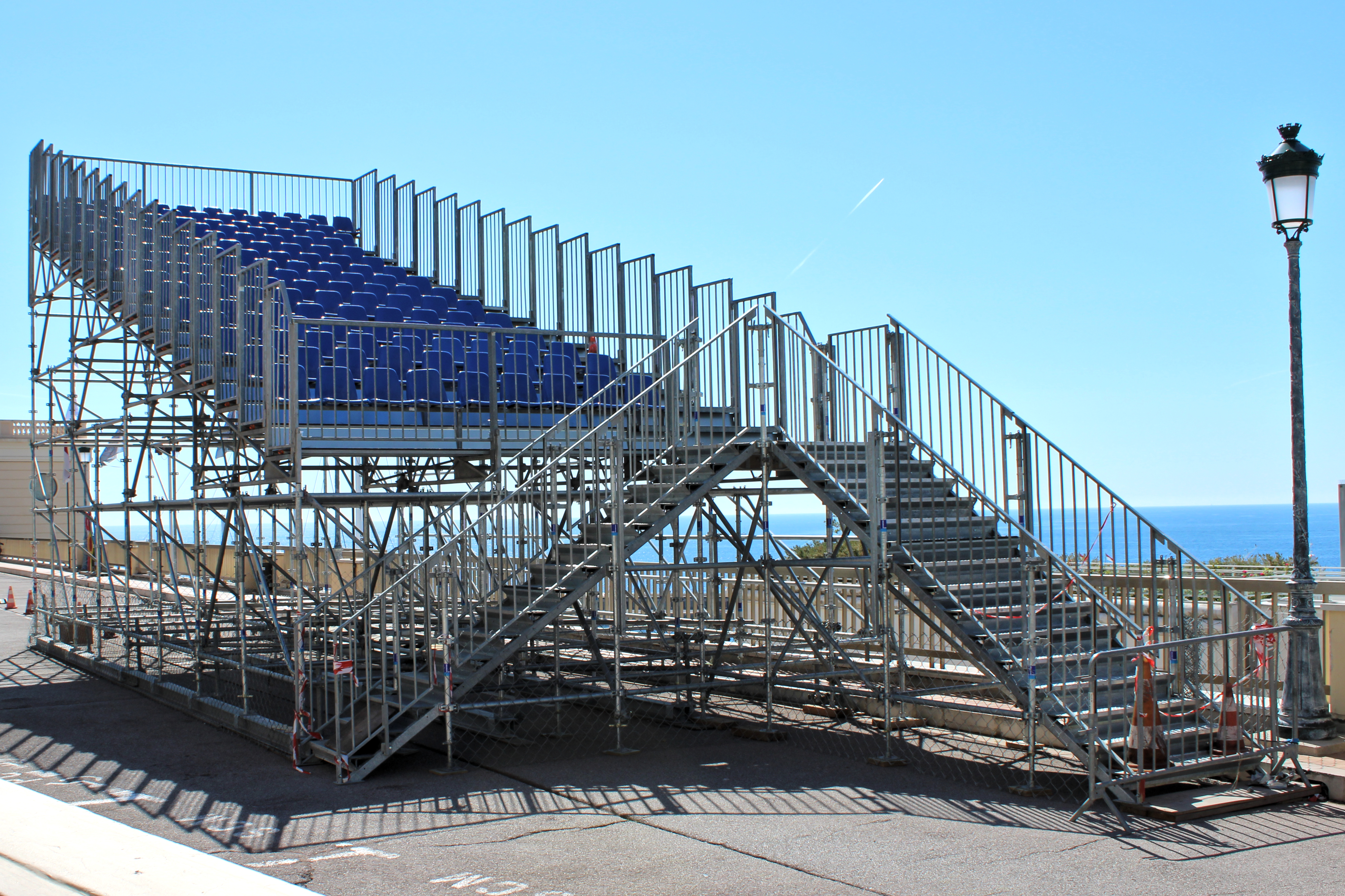
Temporäre Tribüne beim Großen Preis von Monaco

## Sonderformen

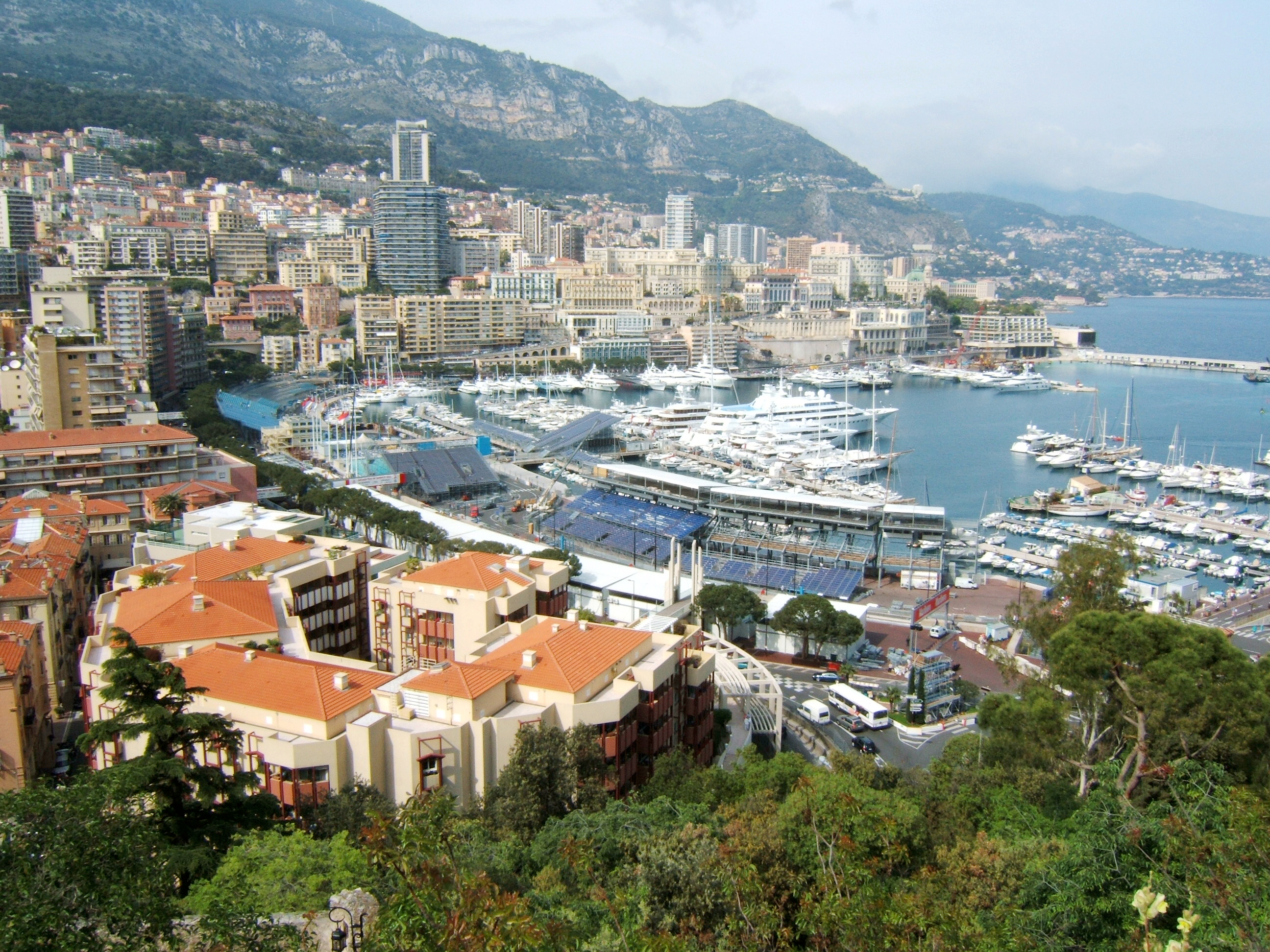
Im Hintergrund die mit blauen Sitzen bestückten mobilen Tribünen für den Großen Preis von Monaco 2006

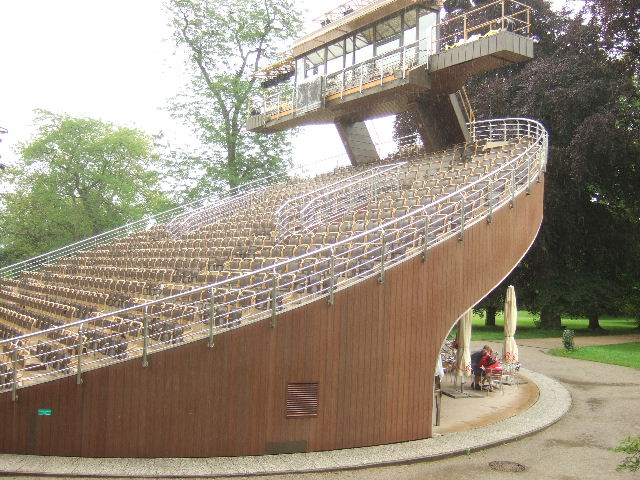
Drehtribüne im Schlosspark von Český Krumlov (Krummau)

Mobile Tribünen
werden beispielsweise für Umzüge, Rennveranstaltungen und Freiluftkonzerte für einen begrenzten Zeitraum errichtet. Sie können in jeder Größe und Form schnell auf- und abgebaut werden und an unterschiedlichen Orten zum Einsatz kommen. Tribünensystemteile werden mittels Steckverbindungen aneinandergefügt, so dass eine stabile und sichere Unterkonstruktion aus Stahlrohren entsteht, worauf Böden eingelegt und Sitze montiert werden.
Bekannt sind mobile Tribünen im Rahmen der Formel 1. Aktuell werden in der für vier Rennen im Jahr mobile Tribünen verwendet. Diese Rennen finden im urbanen Umfeld statt und somit wird die gesamte Infrastruktur, die für die Austragung eines Grand Prix notwendig ist, inklusive aller Tribünen, nur temporär errichtet. Am längsten wird der Große Preis von Monaco ausgetragen, welcher seit 1950 mit ein paar Ausnahmen (1951–1954, 2020) immer Bestandteil des Rennkalenders ist. Dazu kommen die modernen Strecken in Singapur, Baku und Las Vegas. Beim Grand Prix der Formel 1 in Valencia 2008 wurden beispielsweise nahezu 100.000 temporäre Tribünensitze solcherart bereitgestellt. Das schweizerische Schwing- und Älplerfest mit nahezu 40.000 Zuschauern bedient sich seit Jahren dieser Technik.
Teleskoptribünen
können im ungenutzten Zustand in eine Seitenwand geschoben werden. Ihr Vorteil besteht darin, einen Raum jeweils nach Erfordernis optimal zu nutzen. Aufzufinden sind sie in Hallen und bei Sportveranstaltungen.
Drehtribüne
Bei der Drehtribüne werden die Zuschauer mit Hilfe der um 360 Grad drehbaren Anlage in Positionen gebracht, die es ermöglichen, das Geschehen auf mehreren rund um die Tribüne aufgebauten Bühnen zu verfolgen.